# Kevin Rankin
Kevin Rankin (Bozeman, Montana, 28 de outubro de 1970) é um baterista profissional americano que veio substituir o baterista Michael Brahm em 2016, se tornando assim o baterista oficial da banda britânica de new wave, A Flock Of Seagulls.

## Carreira
Rankin se mudou de sua cidade natal, Bozeman, Montana para Portland, Oregon em 1994 e lá Kevin encontrou uma base sólida de performance musical e turnês no noroeste dos Estados Unidos. Ele foi um membro e se apresentou / fez turnê com uma série de bandas de sucesso internacional, incluindo o fenômeno da guitarra Jennifer Batten, Eddie Martinez, Missing Persons, Nu Shooz, Tommy Tutone, Mike Skill (The Romantics), e a finalista do Rockstar Supernova Dilana.
De 2002 a 2017, Kevin foi baterista da banda e sensação pop dos anos 80, Animotion, mais conhecida por seus sucessos “Obsession” e “Room to Move”. Em 2016 Kevin foi convidado pela potência do new wave, a banda de Liverpool, A Flock Of Seagulls, para substituir o baterista Michael Brahm, Kevin está com a banda desde então.